# Modisimus tzotzile
Modisimus tzotzile is een spinnensoort uit de familie trilspinnen (Pholcidae). De soort komt voor in Mexico. 